# Verkadeova zásada
Verkadeova zásada je organická sloučenina patřící mezi superzásady, se vzorcem P(MeNCH2CH2)3N. Jedná se o trojnásobně methylovaný derivát 2,5,8,9-tetraaza-1-fosfabicyklo[3.3.3]undekanu. Je popsána i řada analogů Verkadeovy zásady, například mohou být methylové skupiny nahrazeny izopropylovými.

## Příprava a reakce

Protonace Verkadeovy zásady

Verkadova zásada se připravuje reakcí N,N,N-trimethyltrenu s tris(dimethylamino)fosfinem:
P(NMe2)3 + (MeNHCH2CH2)3N → P(MeNCH2CH2)3N + 3 Me2NH
Protonace Verkadeovy zásady probíhá na fosforu a na protějším dusíku, přičemž se vytváří vazba P-N a vzniká produkt s atranovou strukturou.
Konjugovaná kyselina [HP(MeNCH2CH2)3N]+ má pKa v acetonitrilu 32,9; konjugovaná kyselina triethylaminu vykazuje v acetonitrilu pKa kolem 17. Vzhledem ke schopnosti deprotonovat slabé uhlíkaté kyseliny se Verkadeova zásada používá na katalýzu mnoha kondenzačních reakcí.